# KS Cracovia (Eishockey)
KS Cracovia ist eine polnische Eishockeymannschaft aus Krakau, welche 1923 gegründet wurde. Die dem gleichnamigen Sportverein, der 1906 gegründet wurde, angehörende Eishockeyabteilung spielt in der höchsten polnischen Eishockeyliga, der Ekstraliga.

## Geschichte
Die Eishockeyabteilung von KS Cracovia wurde 1923 gegründet, während der Hauptverein bereits 1906 gegründet wurde. Der erste größere Erfolg für Cracovia war der Gewinn des polnischen Meistertitels in der Saison 1936/37. In den Jahren nach dem Zweiten Weltkrieg dominierte Cracovia das nationale Eishockey und errang weitere vier Meisterschaften. Der Titelgewinn in der Saison 1947/48 gilt jedoch als umstritten, da er vom polnischen Eishockeyverband PZHL am grünen Tisch verliehen wurde. An diese erfolgreiche Zeit konnte die Mannschaft erst nach der Jahrtausendwende anknüpfen, als sie zu einer der besten Mannschaften der Ekstraliga wurde. Von 2006 bis 2013 gewann die Mannschaft innerhalb von acht Jahren fünf weitere Meistertitel. Im Jahr 2014 konnte man erstmals den nationalen Pokalwettbewerb für sich entscheiden. Dieser Triumph konnte zwei Jahre später wiederholt werden.
In der Saison 2015/16 gewann Cracovia das Double aus Meisterschaft und Pokal und 2017 erneut die Meisterschaft. 2019 wurden Cracovia zwar nur Fünfter der Hauptrunde, konnte aber durch Siege über den Vierten JKH GKS Jastrzębie und Hauptrundensieger GKS Katowice die Finalserie erreichen, wo man sich dann mit zwei Siegen bei vier Niederlagen dem Titelverteidiger und Hauptrundenzweiten GKS Tychy beugen musste.
Auf europäischer Ebene nahm KS Cracovia als polnischer Vertreter mehrfach am IIHF Continental Cup teil, konnte dort bis 2021 jedoch keine größeren Erfolge erringen. An der Champions Hockey League konnte der KS Cracovia in der Saison 16/17 und 17/18 – jeweils als Meister einer der Challengeligen – teilnehmen. Ein Punktegewinn gelang dem Klub in der CHL bislang noch keiner.

## Erfolge
- Polnischer Meister (12×): 1937, 1946, 1947, 1948[1], 1949, 2006, 2008, 2009, 2011, 2013, 2016, 2017
- Polnischer Pokalsieger (2×): 2014, 2016, 2021
- Polnischer Superpokal: 2014, 2016, 2017
- IIHF Continental Cup: 2022

## Bekannte Spieler
| - Nicolas Besch - Mariusz Dulęba - Daniel Laszkiewicz - Leszek Laszkiewicz - Jan Maciejko | - Michał Piotrowski - Rafał Radziszewski - Piotr Sarnik - Damian Słaboń - Patryk Wajda |